# Вермёлин, Мишель
Мишель Вермёлин (фр. Michel Vermeulin; род. 6 сентября 1934) — французский велогонщик, чемпион летних Олимпийских игр (1956).

## Биография
Родился 6 сентября 1934 года.
В 1955 и 1957 годах стал чемпионом Франции в командном преследовании, а в 1957 году стал чемпионом Франции в командном зачете. 
На Олимпийских играх 1956 года в Мельбурне, Мишель Вермёлин стал золотым призером в командном велоспорте с Арно Гейром и Морисом Мушеро, а также стал серебряным призером в командном преследовании с Жаном Грачиком, Жан-Клодом Лекантом и Рене Бьянки.
Он стал профессиональным велогонщиком в 1958 году и оставался таковым до 1963 года. За это время он одержал шесть побед на турнирах. 
Он участвовал в трех Тур де Франс, заняв 20-е место в 1959 году, 30-е место в 1960 году и сойдя с дистанции в 1962 году.